# Lijst van Duitse ministers van Huisvesting en Posterijen

## Bondsministers van Huisvesting van deBondsrepubliek Duitsland(1949–1998)
| Nr. | Bondsminister van Huisvesting, Stedelijke Ontwikkeling en Ruimtelijke Ordening Bundesminister für Wohnungswesen, Städtebau und Raumordnung | Bondsminister van Huisvesting, Stedelijke Ontwikkeling en Ruimtelijke Ordening Bundesminister für Wohnungswesen, Städtebau und Raumordnung | Bondsminister van Huisvesting, Stedelijke Ontwikkeling en Ruimtelijke Ordening Bundesminister für Wohnungswesen, Städtebau und Raumordnung | Ambtstermijn                  | Ambtstermijn     | Partij        | Bondskanselier                   | Kabinet(ten) |
| --- | --- | --- | --- | ----------------------------- | ---------------- | ------------- | -------------------------------- | ------------ |
| 1 | | Eberhard Wildermuth | Eberhard Wildermuth (1890–1952) | 15 september 1949             | 9 maart 1952     | FDP           | Konrad Adenauer (1949–1963)      | Adenauer I   |
| Vacant | | | |                               |                  |               | Konrad Adenauer (1949–1963)      | Adenauer I   |
| 2 | | | Fritz Neumayer (1884–1973) | 15 juli 1952                  | 20 oktober 1953  | FDP           | Konrad Adenauer (1949–1963)      | Adenauer I   |
| 3 | | | Victor-Emanuel Preusker (1913–1991) | 20 oktober 1953               | 29 oktober 1957  | FDP (1953–56) | Konrad Adenauer (1949–1963)      | Adenauer II  |
| 3 | FVP (1956–57) | | Victor-Emanuel Preusker (1913–1991) | 20 oktober 1953               | 29 oktober 1957  |               | Konrad Adenauer (1949–1963)      | Adenauer II  |
| 4 | | Paul Lücke | Paul Lücke (1914–1976) | 29 oktober 1957               | 26 oktober 1965  | CDU           | Konrad Adenauer (1949–1963)      | Adenauer III |
| 4 | Adenauer IV | Paul Lücke | Paul Lücke (1914–1976) | 29 oktober 1957               | 26 oktober 1965  | CDU           | Konrad Adenauer (1949–1963)      |              |
| 4 | Ludwig Erhard (1963–1966) | Paul Lücke | Paul Lücke (1914–1976) | 29 oktober 1957               | 26 oktober 1965  | CDU           | Erhard I                         |              |
| 5 | | Ewald Bucher | Ewald Bucher (1914–1991) | 26 oktober 1965               | 28 oktober 1966  | FDP           | Ludwig Erhard (1963–1966)        | Erhard II    |
| [ 3 ] | | Bruno Heck | Bruno Heck (1917–1989) | 28 oktober 1966               | 1 december 1966  | CDU           | Ludwig Erhard (1963–1966)        | Erhard II    |
| 6 | | Lauritz Lauritzen | Lauritz Lauritzen (1910–1980) | 1 december 1966               | 15 december 1972 | SPD           | Kurt Georg Kiesinger (1966–1969) | Kiesinger    |
| 6 | Willy Brandt (1969–1974) | Lauritz Lauritzen | Lauritz Lauritzen (1910–1980) | 1 december 1966               | 15 december 1972 | SPD           | Brandt I                         |              |
| 7 | Willy Brandt (1969–1974) | | Hans-Jochen Vogel | Hans-Jochen Vogel (1926–2020) | 15 december 1972 | 16 mei 1974   | SPD                              | Brandt II    |
| 7 | Walter Scheel (1974) | | Hans-Jochen Vogel | Hans-Jochen Vogel (1926–2020) | 15 december 1972 | 16 mei 1974   | SPD                              | Brandt II    |
| 8 | | Karl Ravens | Karl Ravens (1927–2017) | 16 mei 1974                   | 16 februari 1978 | SPD           | Helmut Schmidt (1974–1982)       | Schmidt I    |
| 8 | Schmidt II | Karl Ravens | Karl Ravens (1927–2017) | 16 mei 1974                   | 16 februari 1978 | SPD           | Helmut Schmidt (1974–1982)       |              |
| 9 | | | Dieter Haack (1934) | 16 februari 1978              | 1 oktober 1982   | SPD           | Helmut Schmidt (1974–1982)       |              |
| 9 | SPD | Schmidt III | Dieter Haack (1934) | 16 februari 1978              | 1 oktober 1982   |               | Helmut Schmidt (1974–1982)       |              |
| 10 | | Oscar Schneider | Oscar Schneider (1927) | 1 oktober 1982                | 21 april 1989    | CSU           | Helmut Kohl (1982–1998)          | Kohl I       |
| 10 | Kohl II | Oscar Schneider | Oscar Schneider (1927) | 1 oktober 1982                | 21 april 1989    | CSU           | Helmut Kohl (1982–1998)          |              |
| 10 | Kohl III | Oscar Schneider | Oscar Schneider (1927) | 1 oktober 1982                | 21 april 1989    | CSU           | Helmut Kohl (1982–1998)          |              |
| 11 | | Gerda Hasselfeldt | Gerda Hasselfeldt (1950) | 21 april 1989                 | 18 januari 1991  | CSU           | Helmut Kohl (1982–1998)          |              |
| 12 | | Irmgard Schwaetzer | Irmgard Schwaetzer (1942) | 18 januari 1991               | 17 november 1994 | FDP           | Helmut Kohl (1982–1998)          | Kohl IV      |
| 13 | | Klaus Töpfer | Klaus Töpfer (1938) | 17 november 1994              | 14 januari 1998  | CDU           | Helmut Kohl (1982–1998)          | Kohl V       |
| 14 | | Eduard Oswald | Eduard Oswald (1947) | 14 januari 1998               | 27 oktober 1998  | CSU           | Helmut Kohl (1982–1998)          | Kohl V       |
| Functie samengevoegd met de bondsminister van Verkeer als Bondsminister van Verkeer, Huisvesting en Ruimtelijke Ordening in 1998 Opnieuw ingevoerd in het Kabinet-Scholz in 2021 | | | |                               |                  |               |                                  |              |
| 15 | | Klara Geywitz | Klara Geywitz (1976) | 8 december 2021               | heden            | SPD           | Olaf Scholz (2021–heden)         | Scholz       |

## Bondsministers van Posterijen en Communicatie van deBondsrepubliek Duitsland(1949–1997)
| Nr. | Bondsminister van Posterijen en Communicatie                         | Bondsminister van Posterijen en Communicatie                         | Bondsminister van Posterijen en Communicatie                         | Ambtstermijn      | Ambtstermijn     | Partij | Bondskanselier                   | Kabinet(ten) |
| --- | -------------------------------------------------------------------- | -------------------------------------------------------------------- | -------------------------------------------------------------------- | ----------------- | ---------------- | ------ | -------------------------------- | ------------ |
| 1 |                                                                      |                                                                      | Hans Schuberth (1897–1976)                                           | 15 september 1949 | 9 december 1953  | CSU    | Konrad Adenauer (1951–1963)      | Adenauer I   |
| 1 | Adenauer II                                                          |                                                                      | Hans Schuberth (1897–1976)                                           | 15 september 1949 | 9 december 1953  | CSU    | Konrad Adenauer (1951–1963)      |              |
| 2 |                                                                      | Siegfried Balke                                                      | Siegfried Balke (1902–1984)                                          | 9 december 1953   | 16 oktober 1956  | CSU    | Konrad Adenauer (1951–1963)      |              |
| 3 |                                                                      | Ernst Lemmer                                                         | Ernst Lemmer (1898–1970)                                             | 16 oktober 1956   | 29 oktober 1957  | CDU    | Konrad Adenauer (1951–1963)      |              |
| 4 |                                                                      | Richard Stücklen                                                     | Richard Stücklen (1897–1976)                                         | 29 oktober 1957   | 1 december 1966  | CSU    | Konrad Adenauer (1951–1963)      | Adenauer III |
| 4 | Adenauer IV                                                          | Richard Stücklen                                                     | Richard Stücklen (1897–1976)                                         | 29 oktober 1957   | 1 december 1966  | CSU    | Konrad Adenauer (1951–1963)      |              |
| 4 | Adenauer V                                                           | Richard Stücklen                                                     | Richard Stücklen (1897–1976)                                         | 29 oktober 1957   | 1 december 1966  | CSU    | Konrad Adenauer (1951–1963)      |              |
| 4 | Ludwig Erhard (1963–1966)                                            | Richard Stücklen                                                     | Richard Stücklen (1897–1976)                                         | 29 oktober 1957   | 1 december 1966  | CSU    | Erhard I                         |              |
| 4 | Ludwig Erhard (1963–1966)                                            | Richard Stücklen                                                     | Richard Stücklen (1897–1976)                                         | 29 oktober 1957   | 1 december 1966  | CSU    | Erhard II                        |              |
| 5 |                                                                      | Werner Dollinger                                                     | Werner Dollinger (1918–2008)                                         | 1 december 1966   | 22 oktober 1969  | CSU    | Kurt Georg Kiesinger (1966–1969) | Kiesinger    |
| Nr. | Bondsminister van Verkeer, Posterijen en Communicatie                | Bondsminister van Verkeer, Posterijen en Communicatie                | Bondsminister van Verkeer, Posterijen en Communicatie                | Ambtstermijn      | Ambtstermijn     | Partij | Bondskanselier                   | Kabinet(ten) |
| 6 |                                                                      | Georg Leber                                                          | Georg Leber (1920–2012)                                              | 22 oktober 1969   | 7 juli 1972      | SPD    | Willy Brandt (1969–1974)         | Brandt I     |
| 7 |                                                                      | Lauritz Lauritzen                                                    | Lauritz Lauritzen (1910–1980)                                        | 7 juli 1972       | 15 december 1972 | SPD    | Willy Brandt (1969–1974)         | Brandt I     |
| Nr. | Bondsminister van Onderzoek, Technologie, Posterijen en Communicatie | Bondsminister van Onderzoek, Technologie, Posterijen en Communicatie | Bondsminister van Onderzoek, Technologie, Posterijen en Communicatie | Ambtstermijn      | Ambtstermijn     | Partij | Bondskanselier                   | Kabinet(ten) |
| 8 |                                                                      | Horst Ehmke                                                          | Horst Ehmke (1927–2017)                                              | 15 december 1972  | 16 mei 1974      | SPD    | Willy Brandt (1969–1974)         | Brandt II    |
| 8 | Walter Scheel (1974)                                                 | Horst Ehmke                                                          | Horst Ehmke (1927–2017)                                              | 15 december 1972  | 16 mei 1974      | SPD    |                                  | Brandt II    |
| Nr. | Bondsminister van Verkeer, Posterijen en Communicatie                | Bondsminister van Verkeer, Posterijen en Communicatie                | Bondsminister van Verkeer, Posterijen en Communicatie                | Ambtstermijn      | Ambtstermijn     | Partij | Bondskanselier                   | Kabinet(ten) |
| 9 |                                                                      |                                                                      | Kurt Gscheidle (1924–2003)                                           | 16 mei 1974       | 4 november 1980  | SPD    | Helmut Schmidt (1974–1982)       | Schmidt I    |
| 9 | Schmidt II                                                           |                                                                      | Kurt Gscheidle (1924–2003)                                           | 16 mei 1974       | 4 november 1980  | SPD    | Helmut Schmidt (1974–1982)       |              |
| Nr. | Bondsminister van Posterijen en Telecommunicatie                     | Bondsminister van Posterijen en Telecommunicatie                     | Bondsminister van Posterijen en Telecommunicatie                     | Ambtstermijn      | Ambtstermijn     | Partij | Bondskanselier                   | Kabinet(ten) |
| (9) |                                                                      |                                                                      | Kurt Gscheidle (1924–2003)                                           | 4 november 1980   | 28 april 1982    | SPD    | Helmut Schmidt (1974–1982)       | Schmidt III  |
| 10 |                                                                      | Hans Matthöfer                                                       | Hans Matthöfer (1925–2009)                                           | 28 april 1982     | 1 oktober 1982   | SPD    | Helmut Schmidt (1974–1982)       | Schmidt III  |
| 11 |                                                                      | Christian Schwarz-Schilling                                          | Christian Schwarz- Schilling (1930)                                  | 1 oktober 1982    | 17 december 1992 | CDU    | Helmut Kohl (1982–1998)          | Kohl I       |
| 11 | Kohl II                                                              | Christian Schwarz-Schilling                                          | Christian Schwarz- Schilling (1930)                                  | 1 oktober 1982    | 17 december 1992 | CDU    | Helmut Kohl (1982–1998)          |              |
| 11 | Kohl III                                                             | Christian Schwarz-Schilling                                          | Christian Schwarz- Schilling (1930)                                  | 1 oktober 1982    | 17 december 1992 | CDU    | Helmut Kohl (1982–1998)          |              |
| 11 | Kohl IV                                                              | Christian Schwarz-Schilling                                          | Christian Schwarz- Schilling (1930)                                  | 1 oktober 1982    | 17 december 1992 | CDU    | Helmut Kohl (1982–1998)          |              |
| [ 8 ] |                                                                      | Günther Krause                                                       | Günther Krause (1953)                                                | 17 december 1992  | 25 januari 1993  | CDU    | Helmut Kohl (1982–1998)          |              |
| 12 |                                                                      | Wolfgang Bötsch                                                      | Wolfgang Bötsch (1938–2018)                                          | 25 januari 1993   | 31 december 1997 | CSU    | Helmut Kohl (1982–1998)          |              |
| 12 | Kohl V                                                               | Wolfgang Bötsch                                                      | Wolfgang Bötsch (1938–2018)                                          | 25 januari 1993   | 31 december 1997 | CSU    | Helmut Kohl (1982–1998)          |              |
| Functie opgeheven na de privatisering van de Deutsche Bundespost en opgedeeld in Deutsche Post DHL, Deutsche Telekom en de Deutsche Postbank |                                                                      |                                                                      |                                                                      |                   |                  |        |                                  |              |